# Indianrissläktet
Indianrissläktet (Zizania) är ett släkte av gräs. Indianrissläktet ingår i familjen gräs.
De fyra arterna i släktet Zizania kallas även vildris. De är ettåriga vattenväxter som finns i Nordamerika där den ursprungligen utnyttjades av indianerna. Plantan växer på gyttjiga bottnar i grunda insjöar. Stängeln börjar synas ovanför vattenytan i april, blommorna kommer i juni och skörden sker i september. En vildriskärna är 10–20 mm lång och svartröd till färgen. Det finns många varianter av vildris, men det finaste riset anses komma från Minnesota. Riskornen blötläggs i 3-4 timmar innan de kokas i 20-25 min. Vildris passar särskilt till vildfågel såsom fasan, morkulla, ripa etc. På marknaden förekommer tidvis blandningar mellan vildris och råris eftersom rent vildris är mycket dyrt.
Kladogram enligt Catalogue of Life:
| Indianrissläktet | \| \| indianris \| \| \| \| \| \| Zizania latifolia \| \| \| \| \| \| Zizania palustris \| \| \| \| \| \| Zizania texana \| \| \| \| |
|                  | \| \| indianris \| \| \| \| \| \| Zizania latifolia \| \| \| \| \| \| Zizania palustris \| \| \| \| \| \| Zizania texana \| \| \| \| |
|                  | indianris |
|                  | |
|                  | Zizania latifolia |
|                  | |
|                  | Zizania palustris |
|                  | |
|                  | Zizania texana |
|                  | |

## Bildgalleri

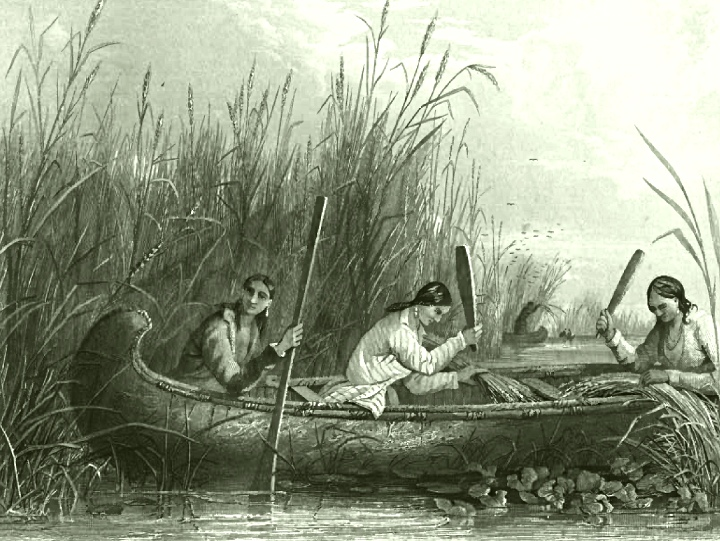
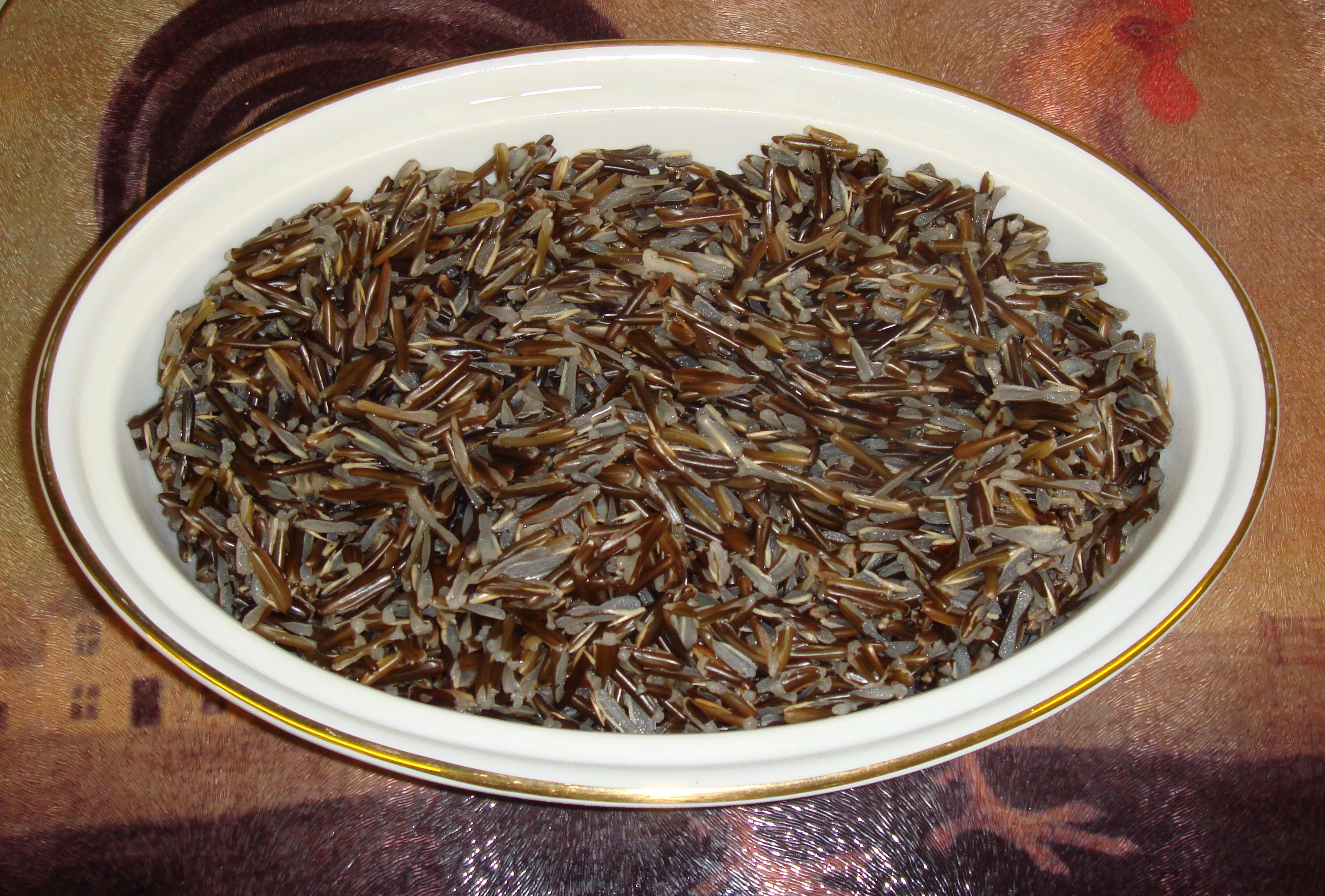
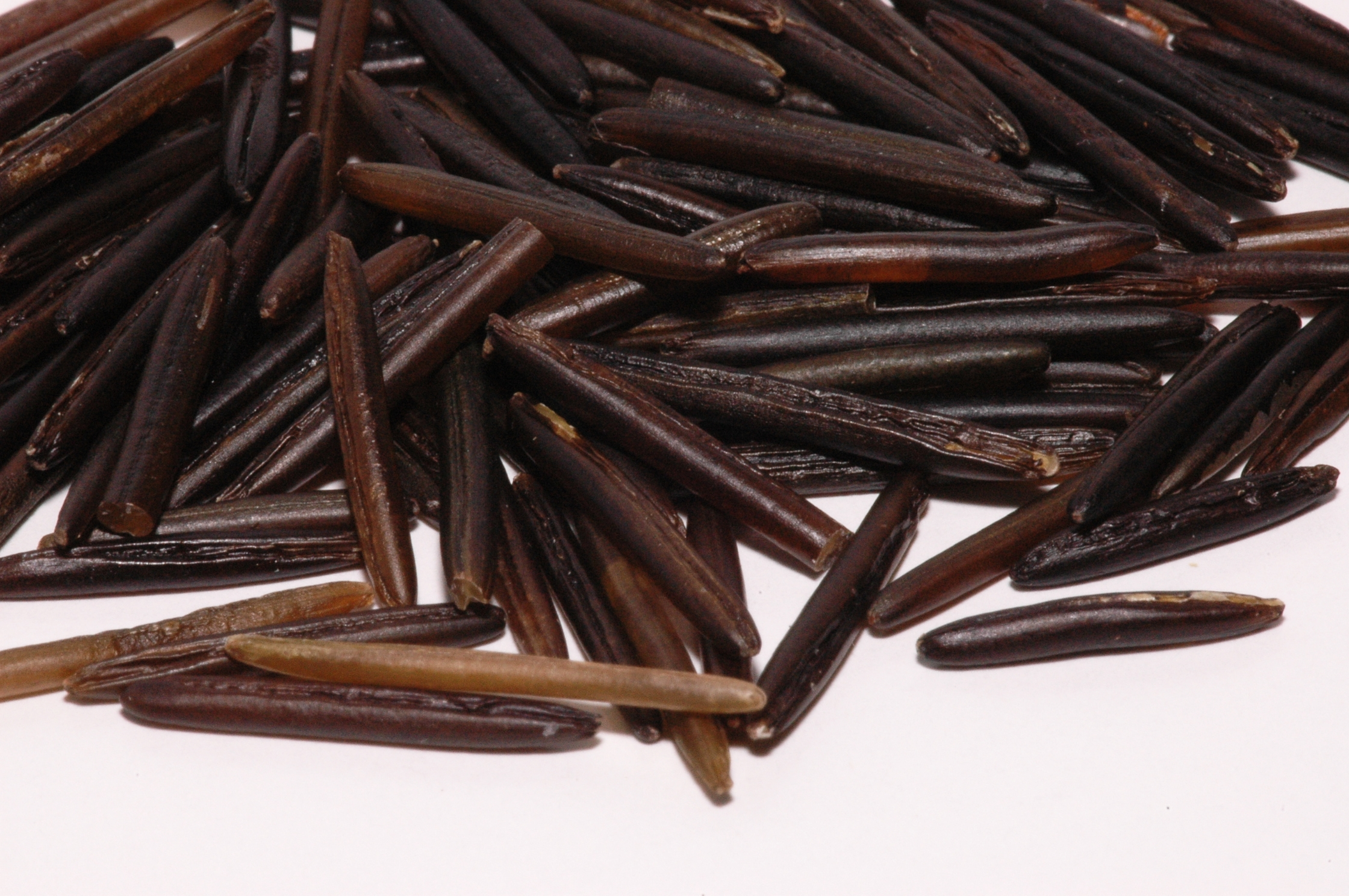
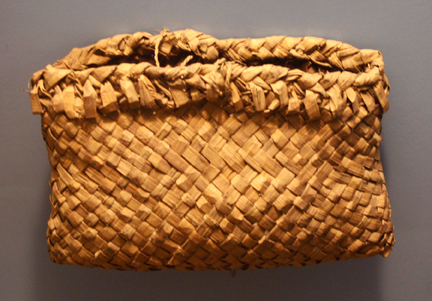
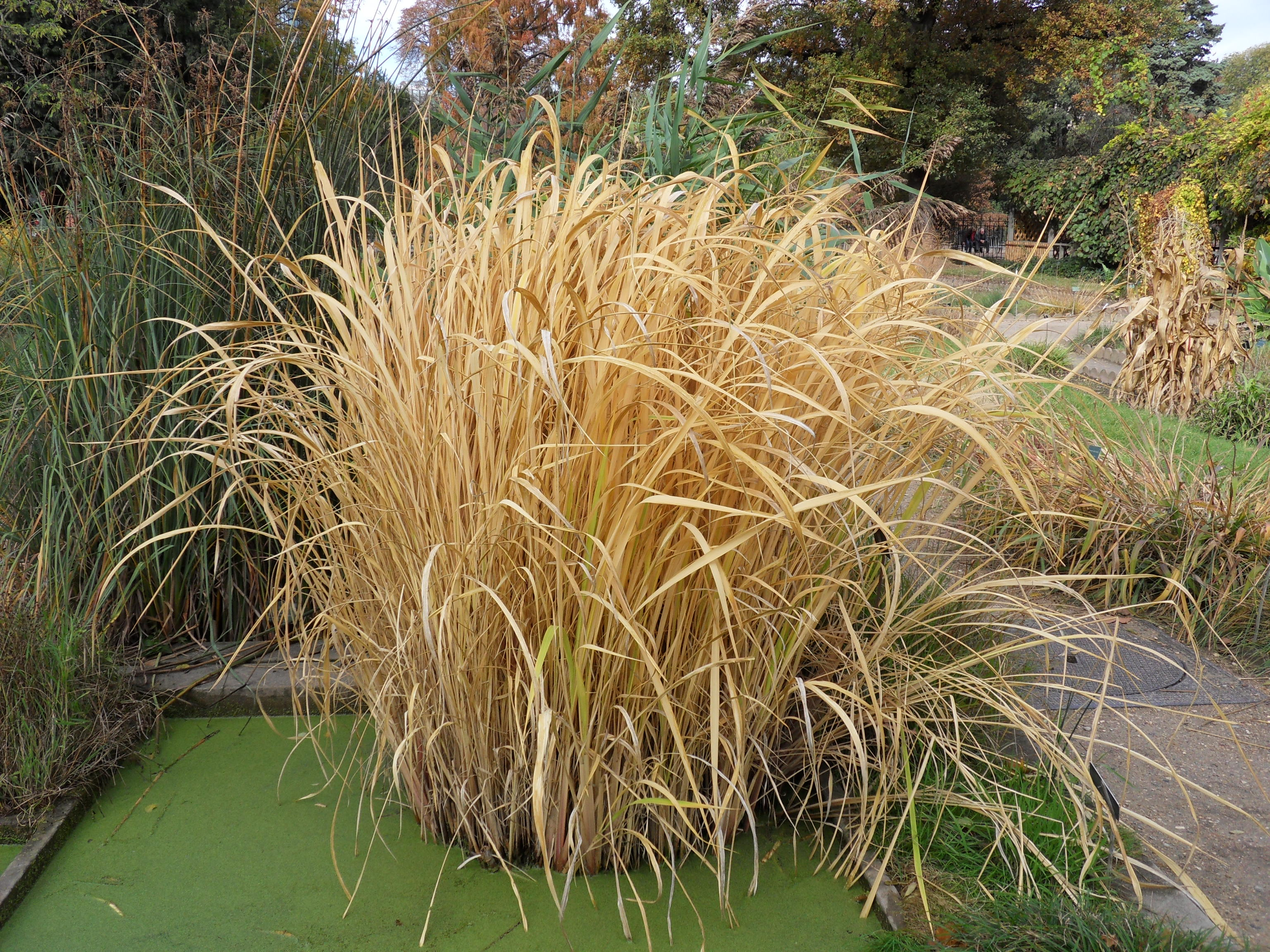